# Levina
Isabella Levina Lueen også kendt som Levina (født 1. maj 1991) er en tysk sangerinde som repræsenterede Tyskland ved Eurovision Song Contest 2017.
Levina blev født i Bonn og voksede op i Chemnitz. Hun studerede sang og komposition i London. I februar 2017 vandt hun tv-showet Unser Song 2017 og blev udvalgt som Tysklands repræsentant for Eurovision Song Contest med sangen "Perfect Life". I april 2017 udgav hun sit debutalbum Unexpected. Ved ESC-finalen i Kyiv fik hun dog kun en 25. plads.